# Golemašice
Golemašice (Slonovke, lat. Aepyornithidae) su izumrla porodica ptica neletačica iz reda nojevki. 
Izumrle su u 17. stoljeću. Ne zna se pravi razlog njihova izumiranja, a znanstvenici najčešće tvrde da su razlozi izumiranja utjecaj ljudskih aktivnosti ili klimatske promjene. 
Imale su dva roda, Aepyornis i Mullerornis. Njihova prsna kost nije imala rtenjaču. Ptice iz roda Aepyornis su bile među najvećim pticama na svijetu. Vjeruje se da su bile velike preko 3 metra i teške oko 400 kg. Jaja su im imala oko 160 puta veći obujam od kokošjih.
Znanstvena udruga National Geographic Society čuva primjerak fosiliziranog jajeta koji im je 1967. dao američki istraživač i fotograf Luis Marden.  
Pretpostavlja se da su golemašice nadahnule opis "Divovske ptice" u "Pričama iz tisuću i jedne noći".     

## Rodovi
†Aepyornis I. Geoffroy Saint-Hillaire, 1851 

†Mullerornis Milne-Edwards & Grandidier, 1894 

## Vanjske poveznice
|  | Zajednički poslužitelj ima još gradiva o temi Aepyornithidae |
|  | Wikivrste imaju podatke o taksonu Aepyornithidae             |